# Schatzritter und das Geheimnis von Melusina
Schatzritter und das Geheimnis von Melusina (teilweise verkürzt zu: Schatzritter, Alternativtitel: Schatzritter – Das Geheimnis von Melusina) ist ein luxemburgisch-deutscher Spielfilm aus dem Jahr 2012. Regie führte Laura Schroeder. Deutscher Kinostart war Ende August 2012.

## Handlung
Jeff wohnt in der Nähe einer Ritterburg, von der eine Legende besagt, dass dort der wertvolle Schatz der Melusina verborgen sein soll. Seine Mutter hat ihm ein Medaillon hinterlassen, kurz bevor sie starb. Dieses scheint mit dem Schatz in Zusammenhang zu stehen. Mit seinen Freunden zusammen begibt er sich auf die Suche nach dem Schatz und gerät dabei in ein gefährliches Abenteuer, denn ein paar finstere Gesellen suchen ebenfalls den Schatz.

## Hintergrund
An der Produktion waren die Lucil Film, NEOS Film, Bavaria Film Partners, Screenvest sowie Perathon Medien beteiligt. Seine Premiere hatte der Film am 4. Juli 2012 In Luxemburg. Die Deutschlandpremiere fand am 30. August 2012 statt. Gedreht wurde unter anderem in Luxemburg in der Kathedrale unserer lieben Frau, im Saarland sowie in den Münchener Bavaria Studios. Der Film erschien im April 2013 auf DVD und Blu-ray Disc. Seine Erstausstrahlung im Fernsehen hatte er am 1. Oktober 2016 im Disney Channel.

## Kritiken
„Der Hund fehlt ihnen zwar, aber auch ohne ist die Gruppe eine ebenso verschworene und clevere Gemeinschaft wie Enid Blytons Fünf Freunde. Die Freunde folgen den Hinweisen, wachsen über sich hinaus und stellen sich finsteren Gesellen, die hinter dem Gold her sind.“

„Wie "Die drei ???" knobelt sich das Quartett - die pubertären Geschwister Leo [...] und Julia [...] sowie der jüngeren "Killer" [...] - mit Scharfsinn und Grips von Hinweis zu Hinweis, sucht Ruinen, Kathedralen, Wälder und Flüsse, Höhlen und Krypten auf, muss Mut beweisen, Ängste überwinden und entdeckt die Freundschaft neu. Dazwischen holt Jeff seine Familiensituation ein, wenn sein überprotektiver Vater als Spaßbremse auftritt. Irgendwann gerät der Spielfilmdebütantin Laura Schroeder diese Gruppendynamik aus dem Sichtfeld - sobald die Action mit leichtem Grusel-Faktor den Vorzug erhält. Das dürfte vor allem ganz junge Zuschauer ansprechen, denn die teilweise in den Bavaria Studios gedrehte Produktion beweist, dass man Kinder auch ohne Effekt-Overkill unterhalten kann.“

TV Spielfilm urteilte anlässlich der Erstausstrahlung des Films im Fernsehen, dass der Film „recht stimmungsvoll“ und eine „kurzweilig-charmante Die drei ???-Variante“ sei.